# Piceína
La piceína es un compuesto fenólico que se encuentra en micorrizas en la raíces de abetos de Noruega (Picea abies). Es el glucósido del piceol (4-hydroxy acetophenone).